# Anoplolepis bothae
Anoplolepis bothae é uma espécie de formiga do gênero Anoplolepis, pertencente à subfamília Formicinae.